# Vela (satellite)
Pour les articles homonymes, voir Vela.
Vela est une famille de satellites de reconnaissance développée par les États-Unis dans le cadre du projet Vela destiné à surveiller l'application du Traité d'interdiction partielle des essais nucléaires signé en 1963 avec l'URSS et plusieurs pays disposant d'un programme d'arme nucléaire. Le premier satellite de la série est lancé en 1963 et les derniers exemplaires sont mis en orbite en 1970 et désactivés en 1984. Pour remplir leur rôle, les satellites sont équipés d'instruments permettant de détecter les rayonnements gamma, X et les neutrons émis par une explosion nucléaire. Les instruments de ces satellites ont joué un rôle scientifique important dans le domaine de l'astronomie en permettant la découverte des sursauts gamma et en précisant de manière significative les caractéristiques du vent solaire.

## Déroulement du projet
Le projet Vela  puis le programme Integrated Operational Nuclear Detection System (IONDS) lancé par les États-Unis pour surveiller l'application du Traité d'interdiction partielle des essais nucléaires signé en 1963 comprend trois volets : Vela Uniform doit surveiller les signaux sismiques émis par un essai nucléaire souterrain, Vela Sierra détecte les tests atmosphériques depuis le sol tandis que Vela Hotel doit détecter ces mêmes essais depuis l'espace. Le projet Vela  est développé par la DARPA et supervisé par l'Armée de l'Air américaine. L'appellation Vela est choisie en référence à la constellation des Voiles.
. Douze satellites, en deux sous-séries, sont construits par la société TRW. Les instruments sont développés par le Laboratoire national de Los Alamos qui avait acquis une expérience dans le développement des détecteurs de rayons cosmiques et de rayons gamma en développant des charges utiles pour fusées-sondes.  

## Déploiement
Les satellites sont lancés par paire par des lanceurs Atlas/Agena en 1963 (Vela 1), 1964 (Vela 2) et 1967 (Vela 3). Les  versions suivantes plus lourdes par des fusées Titan IIIC en 1967 (Vela 4), 1969 (Vela 5) et 1970 (Vela 6). Ils sont placés sur une orbite haute circulaire (altitude 137 000 km) avec une inclinaison orbitale de 36°. Chaque paire circule sur la même orbite mais occupe une position opposée (à 180°) pour assurer ensemble une surveillance complète de la surface du globe. 
Les satellites Vela ont complètement rempli leurs objectifs et ont par ailleurs fourni des informations scientifiques qui ont eu impact significatif dans le domaine de l'astronomie (vent solaire, sursaut gamma). Les satellites ont tous fonctionné au minimum 10 fois plus que la durée pour laquelle ils avaient été conçus (6 mois). Les satellites de la  version améliorée (Vela 5 et 6) ont fonctionné jusqu'à ce qu'ils soient volontairement mis hors service le 27 septembre 1984 soit près de 15 ans après leur lancement.

## Caractéristiques techniques
Le satellite Vela a la forme d'un polyèdre régulier à 26 faces dont le corps est recouvert de cellules solaires générant 120 watts. Il est stabilisé par rotation à raison de 2 tours par seconde (premières versions) puis 1 tour par seconde pour les versions Vela 5 et 6. Sa masse est comprise entre 150 kg (Vela 1) et 261 kg (Vela 6). La paire de satellites comprend un moteur d'apogée chargé de placer le satellite sur son orbite finale.

### Instruments

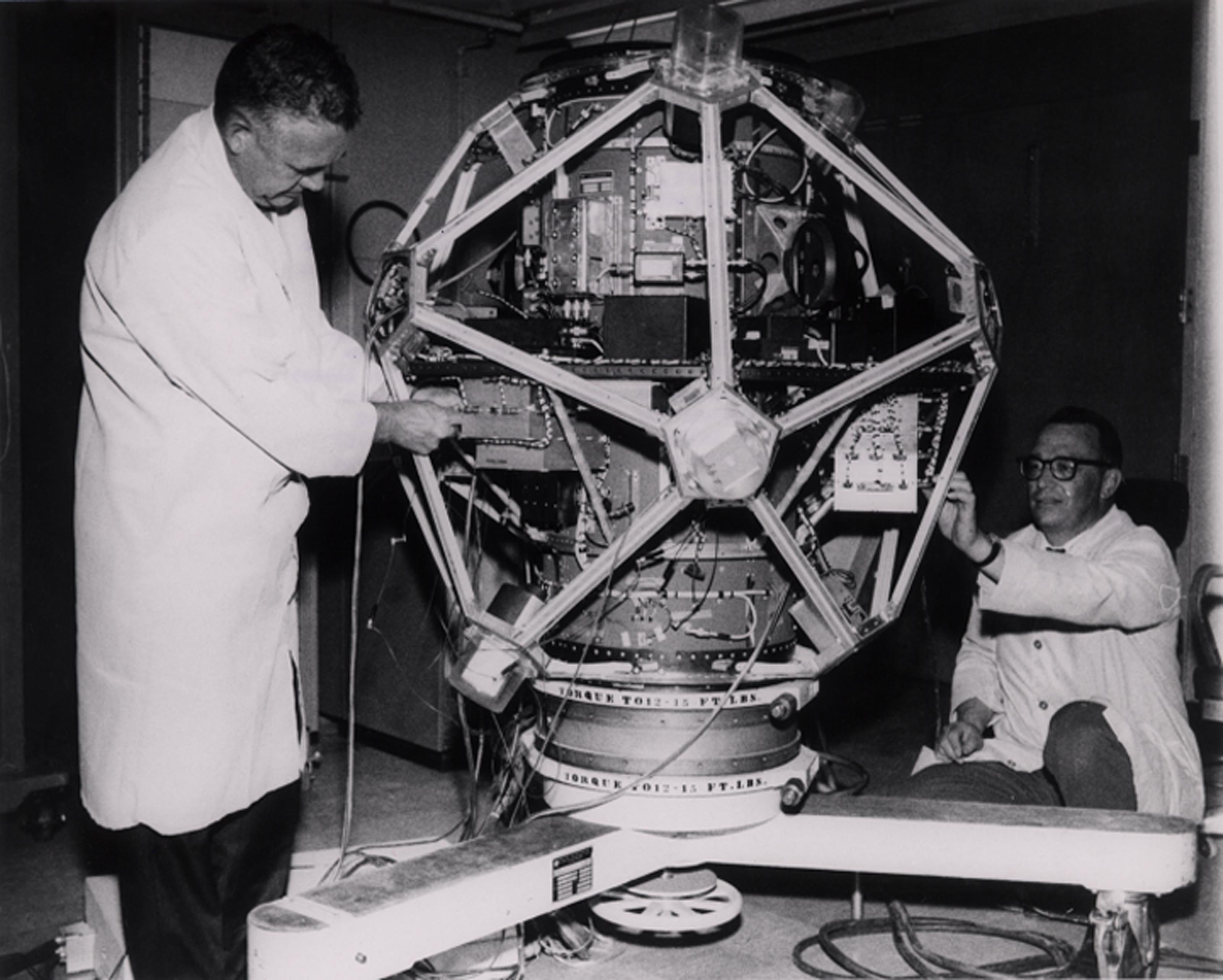
Structure interne d'un satellite Vela.

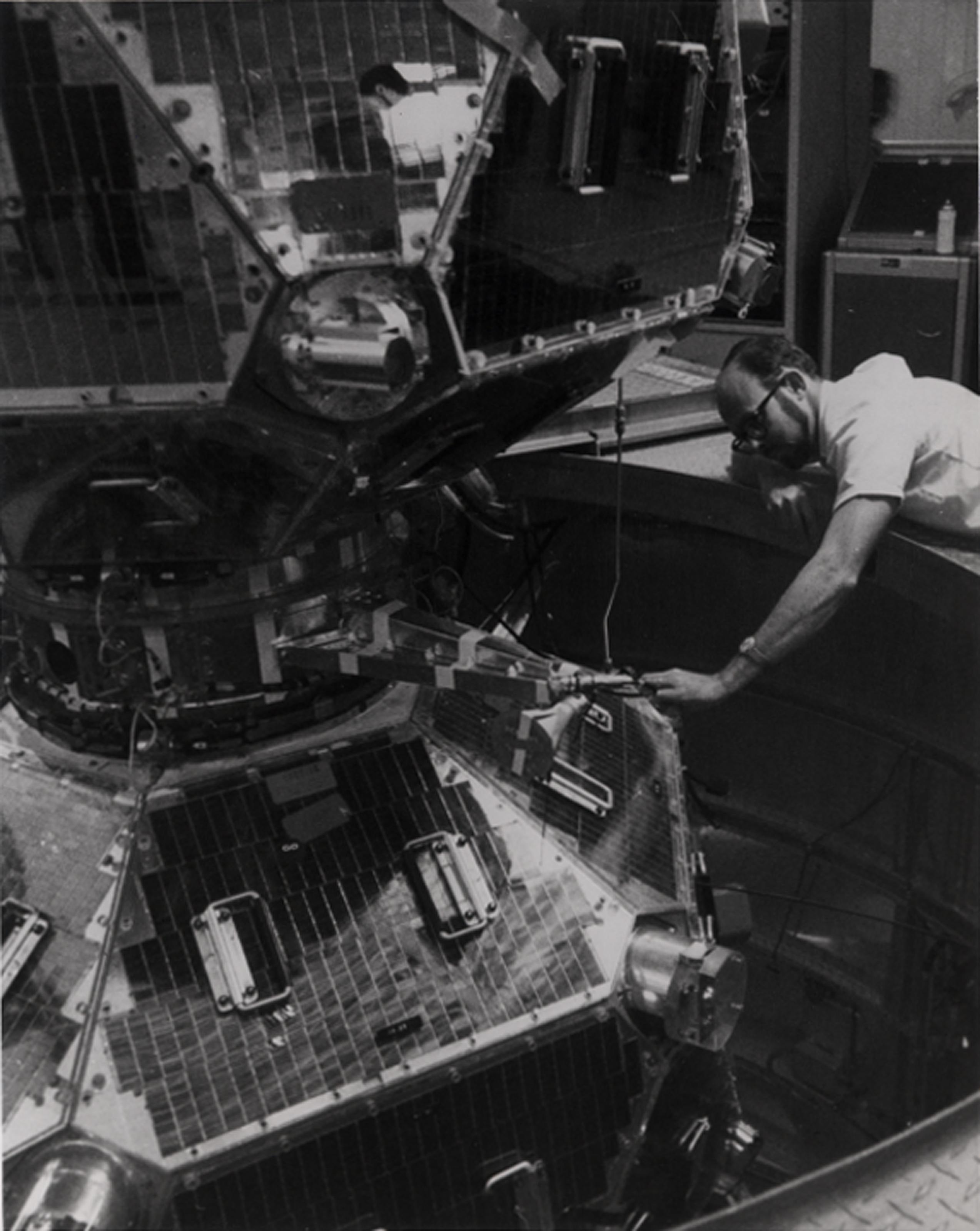
Gros plan sur 2 satellites Vela peu avant leur lancement.

#### Satellites 1A à 4B
Détecteur de rayons X
Instrument présent sur les satellites à partir de Vela 1A
Détecteur de rayons gamma
Instrument présent sur les satellites à partir de Vela 1A
Détecteur de neutrons
Instrument présent sur les satellites à partir de Vela 1A
Le détecteur de neutrons identifie à la fois les neutrons générés par une explosion nucléaire et ceux d'origine spatiale (sous produits des rayons cosmiques, autres). Les électrons d'une énergie comprise entre 1  et   100 MeV étaient mesurés par cet instrument.
Expérience de vent solaire
Instrument présent sur les satellites à partir de Vela 4A
L'instrument est composé de 4 compteurs Geiger et d'une analyseur électrostatique permettant l'étude du vent solaire et des électrons à faible énergie issus de l'espace interplanétaire et de la queue de la magnétosphère. Les compteurs Geiger permettaient de mesurer le flux et la distribution angulaire des électrons ayant une énergie supérieure à 45 keV.
Spectromètre électron proton ⇒ Analyseur électrostatique et tubes Geiger
Instrument présent sur les satellites de Vela 2A à 3B
Mesure de la distribution angulaire et du spectre énergétique des particules de la magnétosphère et du vent solaire. Un compteur Geiger compte les électrons ayant une énergie supérieure à 45 keV. Un analyseur électrostatique mesure l'énergie des ions et électrons selon une grille de 16 valeurs comprises entre 0,3  et   20 keV et évalue grossièrement leur distribution angulaire par rapport au Soleil. 
Détecteur du rayonnement de fond
Instrument présent sur les satellites Vela 2A et 2B
Compteur de rayons X à scintillateur
Instrument présent sur les satellites à partir de Vela 3A
Cet instrument est utilisé pour mesurer le flux de rayons X émis par le Soleil. Il est également utilisé pour mesurer le flux intégré de protons entre 3 et 100 MeV.
Détecteur circuit statique
Instrument présent sur les satellites à partir de Vela 2A
Cet instrument mesure l'intensité, la distribution, les variations temporelles et le spectre énergétique des électrons présents dans la région de transition et dans la queue de la magnétosphère. Les particules mesurées sont les électrons dont l'énergie est comprise entre 45  et   430 keV et les protons entre 180  et   570 keV. Dans la version embarquée sur les Vela 3A la mesure porte les électrons dont l'énergie est comprise entre 30  et   475 keV et les protons entre 180  et   570 keV.  Dans la version embarquée sur les Vela 4A la mesure porte les électrons dont l'énergie est comprise entre 30  et   700 keV . 
Tubes Geiger
Instrument présent sur les satellites Vela 2A à 3B
Ce détecteur est utilisé pour analyser les cas où des électrons et des protons de même énergie sont identifiés par le détecteur circuit statique
. 
Magnétomètre
Instrument présent sur les satellites  Vela 2A à 3B
Le magnétomètre permet de mesurer le champ magnétique sur un seul axe perpendiculaire à l'axe de rotation du satellite. La sensibilité du détecteur couvre la plage 0-63 gamma. 
Détecteur Gamma et rayons X avec scintillateurs
Instrument présent sur les satellites à partir de Vela 4A
Détecteur d'ultraviolet extrême
Instrument présent sur les satellites Vela à partir de 3A
Télescope particules énergétiques à circuit solide
Instrument présent sur les satellites à partir de Vela 4A
L'instrument comprend 4 détecteurs de particules de type semi-conducteur, un tube photomultiplicateur et un scintillateur anti-coïncidences avec un champ optique de 30°. Il est utilisé pour mesurer l'intensité et la direction des protons dont l'énergie est comprise entre 0,5  et   100 MeV et les noyaux alpha dont l'énergie est comprise entre 12  et   400 MeV.

#### Satellites 5A à 6B
Détecteur d'ultraviolet extrême

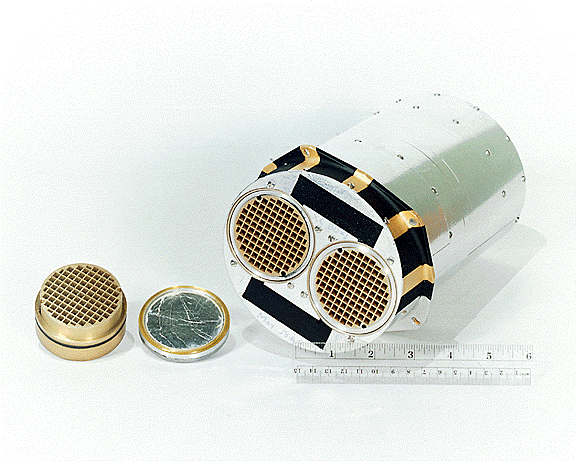
Un des instruments du satellite Vela 5B.

Deux détecteurs mesurent le rayonnement ultraviolet extrême émis par le Soleil respectivement dans les longueurs d'onde 30 à 150 A et 120 à 900 A. L'instrument restitue le spectre approximatif du flux.
Détecteur rayons X solaires
Télescope particule solaires
L'instrument est utilisé pour mesurer l'intensité et la direction des protons solaires dont l'énergie est comprise entre 0,3  et   50 MeV et les noyaux alpha solaires dont l'énergie est comprise entre 2  et   100 MeV. Il permet d'identifier et de mesurer les flux de noyaux de deutérium, de tritium et d'hélium-3. L'instrument comprend 3 télescopes orientés à 45°, 90° et 135° par rapport à l'axe de rotation du satellite. Chaque télescope comprend un tube de collimation avec un champ optique de 30° et un détecteur de particules de type circuit solide.
Détecteur d'électrons
Vent solaire
Rayons cosmiques
Détecteur de neutrons
Astronomie rayons gamma

## Historique des lancements

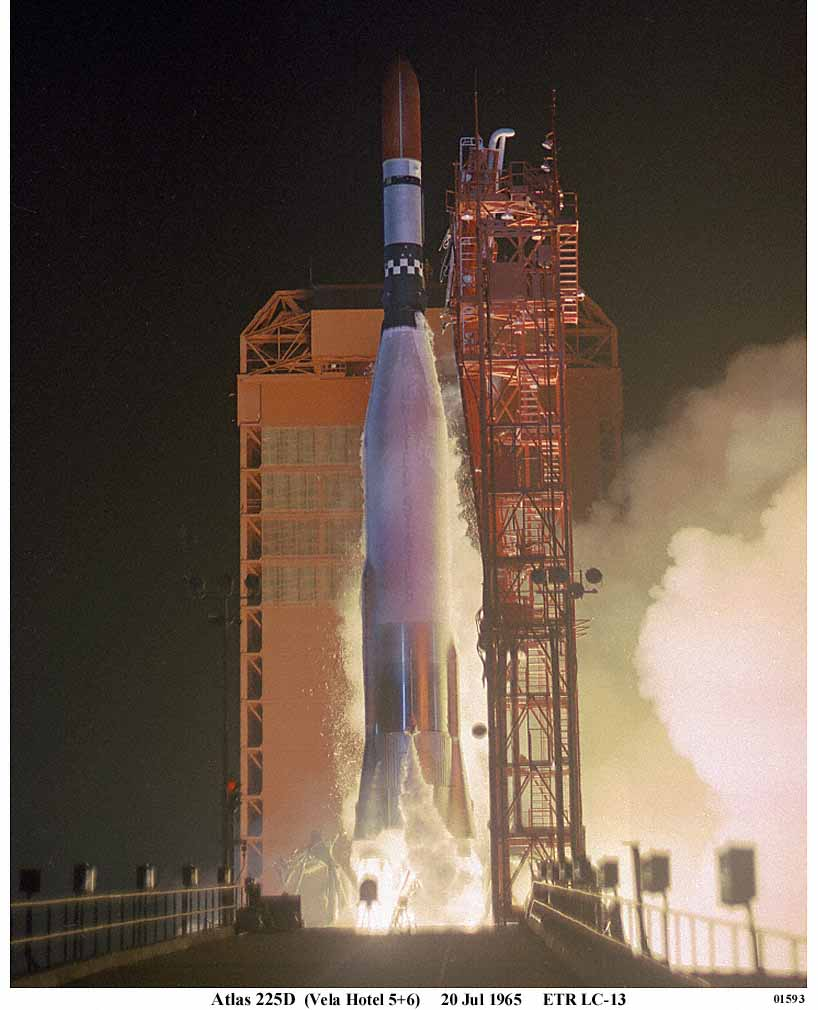
Lancement de Vela 3A et 3B par une fusée Atlas Agena-D le 20 juillet 1965.

| N° ordre | Satellite | Date de lancement | Lanceur       | Masse  | Instruments   | Identifiant Cospar | Commentaire |
| -------- | --------- | ----------------- | ------------- | ------ | ------------- | ------------------ | ----------- |
| 1        | Vela 1A   | 17 octobre 1963   | Atlas Agena-D | 150 kg | 3 instruments | 1963-039A          |             |
| 2        | Vela 1B   | 17 octobre 1963   | Atlas Agena-D | 150 kg | 3 instruments | 1963-039C          |             |
| 3        | Vela 2A   | 17 juillet 1964   | Atlas Agena-D | 150 kg | 8 instruments | 1964-040A          |             |
| 4        | Vela 2B   | 17 juillet 1964   | Atlas Agena-D | 150 kg | 8 instruments | 1964-040B          |             |
| 5        | Vela 3A   | 20 juillet 1965   | Atlas Agena-D | 150 kg | 8 instruments | 1965-058A          |             |
| 6        | Vela 3B   | 20 juillet 1965   | Atlas Agena-D | 150 kg | 8 instruments | 1965-058B          |             |
| 7        | Vela 4A   | 28 avril 1967     | Titan-3C      | 231 kg | 9 instruments | 1967-040A          |             |
| 8        | Vela 4B   | 28 avril 1967     | Titan-3C      | 231 kg | 9 instruments | 1967-040B          |             |
| 9        | Vela 5A   | 23 mai 1969       | Titan-3C      | 259 kg | 8 instruments | 1969-046D          |             |
| 10       | Vela 5B   | 23 mai 1969       | Titan-3C      | 259 kg | 8 instruments | 1969-046E          |             |
| 11       | Vela 6A   | 8 avril 1970      | Titan-3C      | 261 kg | 8 instruments | 1970-027A          |             |
| 12       | Vela 6B   | 8 avril 1970      | Titan-3C      | 261 kg | 8 instruments | 1970-027B          |             |

## Résultats scientifiques

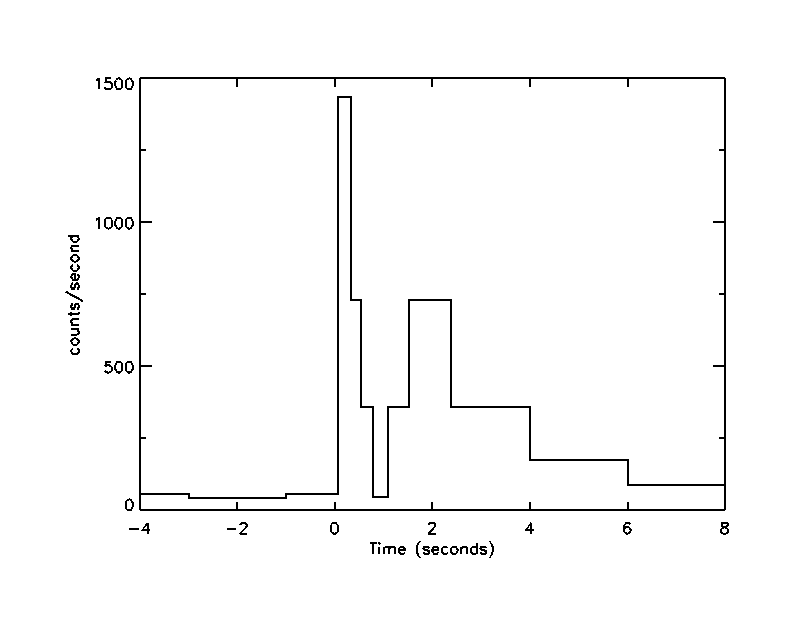
Le premier signal d'un sursaut gamma enregistré le 2 juillet 1967 par un instrument embarqué sur un satellite Vela 4.

### La découverte des sursauts gamma
Les sursauts gamma  sont le phénomène astronomique le plus violent de notre Univers. Ils se caractérisent par une émission de rayons gamma qui ne dure généralement de quelques millisecondes à quelques minutes. Le rayonnement gamma n'est directement observable que depuis l'espace aussi l'observation des sursauts gamma est conditionnée par la mise au point de détecteurs gamma embarqués dans des satellites artificiels. Les satellites Vela qui en sont équipés pour détecter les essais nucléaires sont les premiers à découvrir les sursauts gamma de manière accidentelle en juillet 1967. La première version des satellites, Vela 1, dispose d'une instrumentation peu sensible. Par ailleurs, les détecteurs de chaque satellite peuvent réagir à des particules chargées issues de sources déjà connues (rayons cosmiques émis par le Soleil, rayonnement émis par une supernova…). Mais en juillet 1967, un signal de quelques secondes présentant un double pic atypique est perçu simultanément par les détecteurs de deux satellites Vela 4. Les ingénieurs du Laboratoire national de Los Alamos dirigés par Ray Klebesadel (en), qui analysent les données fournies par les satellites Vela, recherchent une explication mais aucune tempête solaire ni supernova n'est en cours à cette date. L'équipe du laboratoire a conscience qu'il s'agit d'un phénomène étonnant mais dans la mesure où les détecteurs ne fournissent ni la localisation de la source, ni la distance de celle-ci, ils reportent une analyse plus poussée à la mise à disposition de détecteurs plus sensibles embarqués sur les générations suivantes des satellites Vela. Le lancement de celles-ci s'échelonnent entre 1969 (Vela 5) et 1970 (Vela 6). En analysant l'heure précise de détection des sursauts gamma par les différents satellites, les ingénieurs parviennent par triangulation à situer l'origine de seize de ces phénomènes dans le ciel, ce qui leur permet d'éliminer les sources de rayonnement connues à cette époque (Supernova, Terre, Lune, Soleil). Les données, qui étaient couvertes par le secret militaire du fait de la nature du programme Vela, sont déclassifiées en 1973 et la découverte des signaux mystérieux est rendue publique  dans un article rédigé par l'équipe de Los Alamos et publiée dans l'Astrophysical Journal. Le nouveau phénomène est baptisé « sursaut gamma » ou GRB (« Gamma Ray Burst »).
Les données collectées par les satellites Vela 5A, B, 6A et 6B ont permis l'identification de 73 sursauts gamma entre juillet 1969 et avril 1979. Les satellites Vela 6A et B ont été également utilisés pour rechercher des corrélations entre les  sursauts gamma et des émissions de rayons X. Dans deux cas (GB720514 et GB740723), des données semblant indiquer un lien ont été détectées.

## Détection d'essais nucléaires

### L'incident Vela
Le 22 septembre 1979, un instrument (le bhangmeter) d'un des satellites Vela détecte un double flash lumineux (un flash bref suivi d'un flash long) considéré comme caractéristique d'une explosion nucléaire. Par le passé, cette signature lumineuse détectée par un satellite Vela avait pu être à chaque fois (dans 41 cas) associée à une explosion nucléaire réelle. Le signal lumineux du 22 septembre se produit dans une zone de 5 000 km de diamètre incluant l'extrémité sud de l'Afrique, l'océan Indien et l'Atlantique Sud, ainsi qu'une petite partie de l'Antarctique.
Plusieurs faits récents laissent à penser que l'Afrique du Sud, Israël, ou les deux pays ensemble, peuvent avoir voulu réaliser un test nucléaire malgré la pression exercée par les deux superpuissances de l'époque. Il y a toutefois certaines incohérences entre les données fournies par les deux bhangmeters redondants installés à bord du satellite Vela. Compte tenu des enjeux politiques, le gouvernement américain lance des recherches poussées pour déterminer si effectivement un test a été mené et par qui. De nombreux agences publiques, laboratoires et sociétés externes furent mis à contribution. Les données fournies par les satellites Defense Support Program (DSP), Satellite Data System (SDS) et Defense Meteorological Satellite Program (DMSP), tous porteurs de détecteurs capables d'identifier une explosion nucléaire sont analysées, ainsi que les signaux des chaînes de bouées acoustiques Sound Surveillance System (SOSUS) et Missile Impact Location System (MILS) chargées de surveiller les sous-marins lance-missiles soviétiques et de localiser le secteur de retombée des têtes nucléaires. Des prélèvements de l'atmosphère et de la végétation dans différents pays de la région sont effectués par des agents américains pour chercher des traces de retombées nucléaires. Bien que quelques laboratoires concluent qu'il y a bien eu une explosion nucléaire (par exemple le Naval Research Laboratory de la marine de guerre américaine), la conclusion est que les signaux détectés étaient sans doute le produit de la collision d'une micro-météorite avec le satellite,.